# Université d'État du Minnesota (Moorhead)
Ne doit pas être confondu avec Université d'État du Minnesota (Mankato).
L'université d'État du Minnesota Moorhead (en anglais : Minnesota State University Moorhead ou MSUM) est une université américaine située à Moorhead dans le Minnesota.

## Personnalités liées à l'université

### Étudiants
- Clinton J. Hill

## Galerie

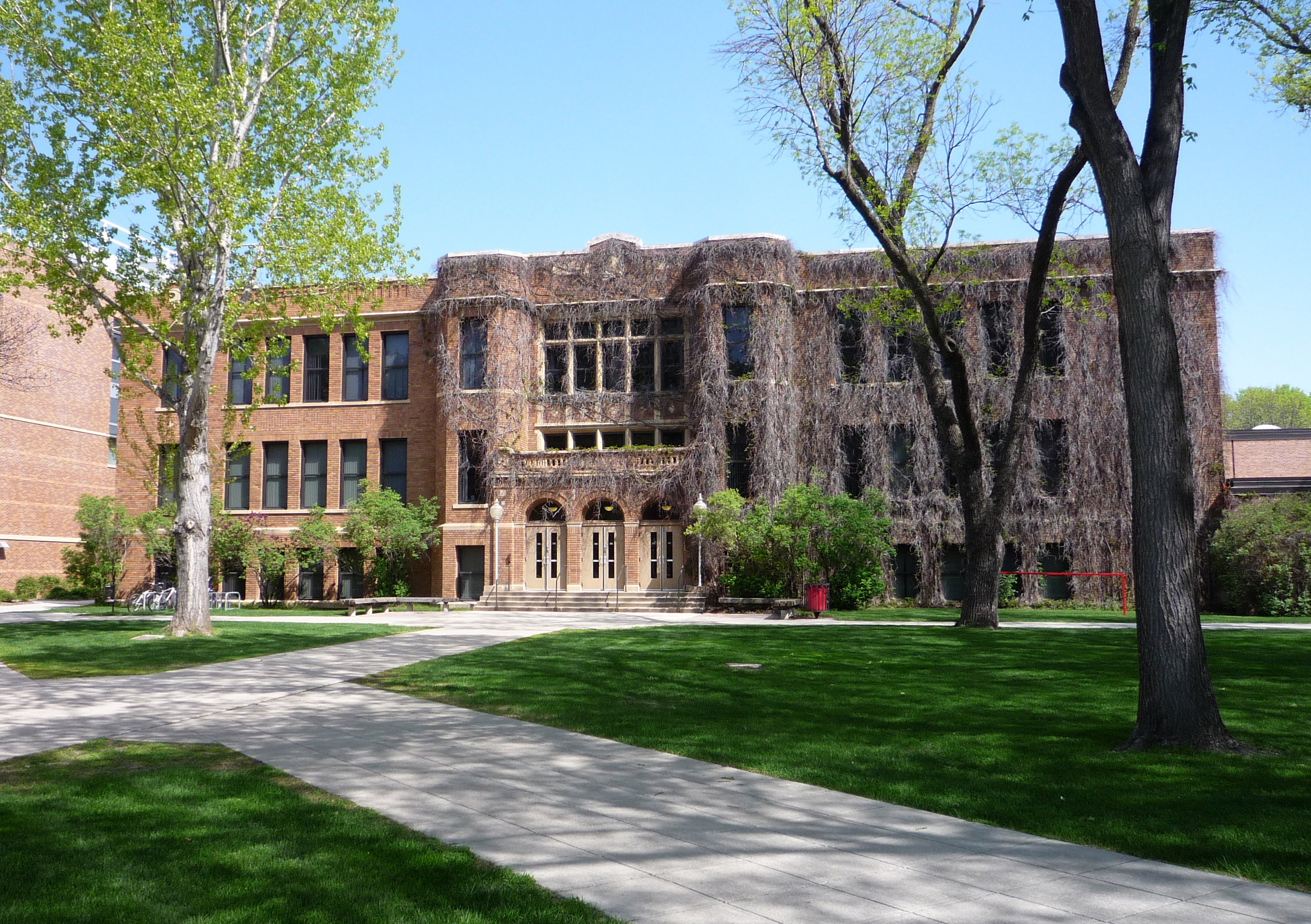
Weld Hall.
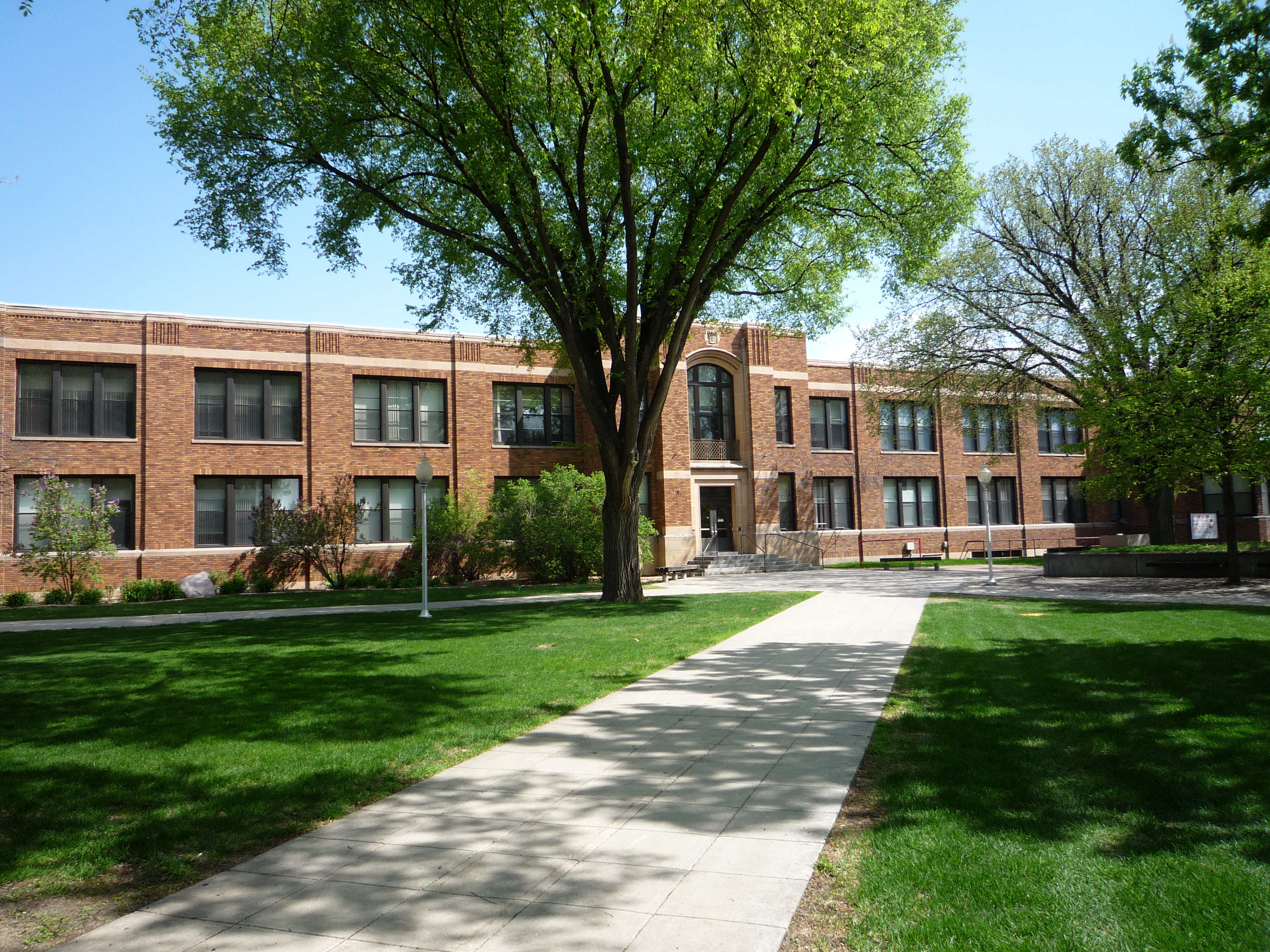
Lommen Hall.

## Source
- (en) Cet article est partiellement ou en totalité issu de l’article de Wikipédia en anglais intitulé « Minnesota State University Moorhead » (voir la liste des auteurs).